# Mark Christopher Lawrence

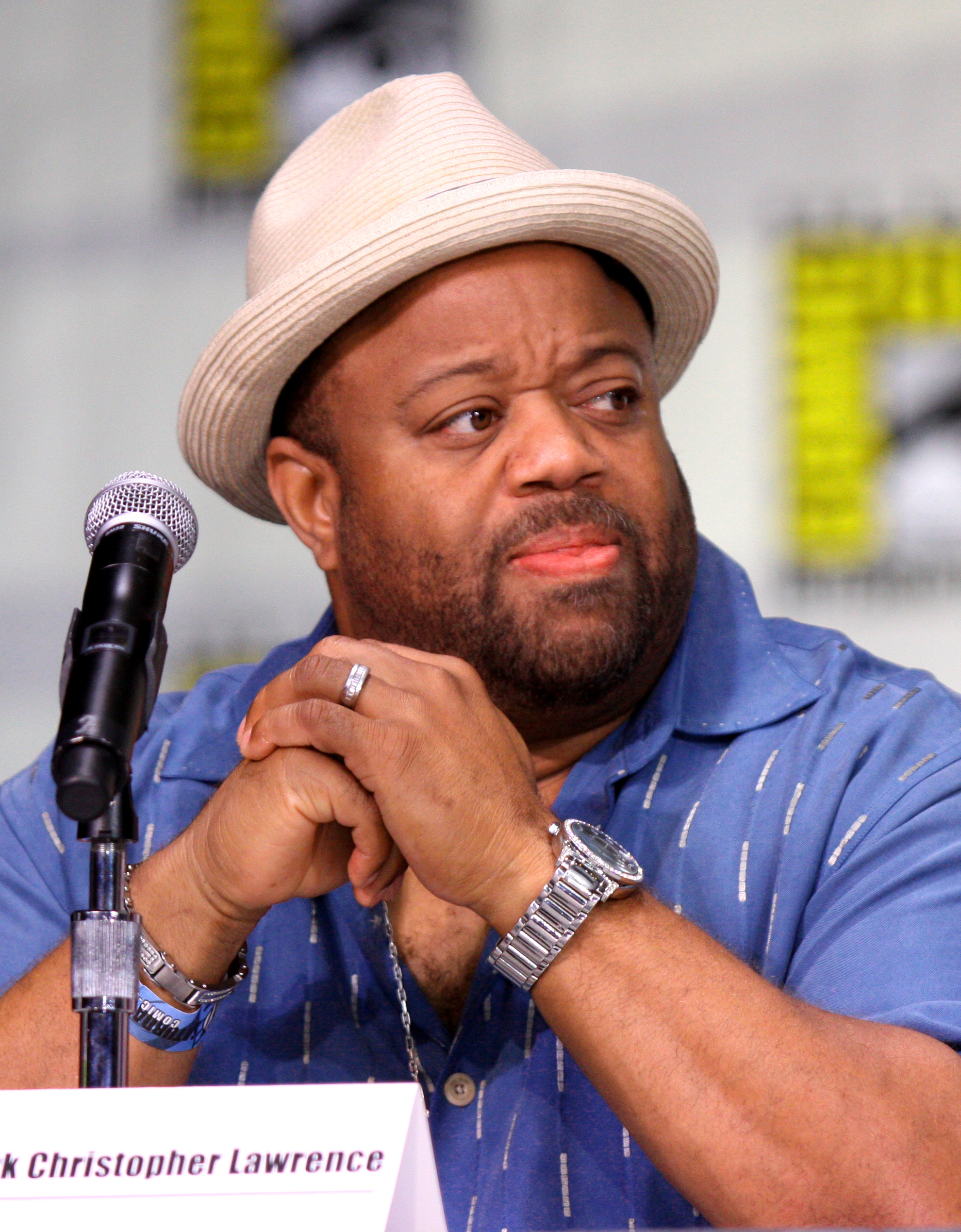
Mark Christopher Lawrence na Comic Con 2011 em San Diego

Mark Christopher Lawrence (Los Angeles, 22 de maio de 1964) é um ator e comediante stand-up estadunidense.
Co-estrelou em filmes populares, como Terminator 2: Judgment Day, Planeta dos Macacos (2001), Lost Treasure e The Pursuit of Happyness. Pode ser visto atualmente em seu papel como Big Mike, na série da NBC Chuck. Fez aparições em diversos programas de televisão, entre eles Heroes, My Name is Earl, Crossing Jordan, Dharma & Greg, Malcolm in the Middle, Touched by an Angel, Malcolm & Eddie, Men Behaving Badly, Seinfeld, Murphy Brown e Martin.